# Caryl Phillips
Caryl Phillips (geboren 13 maart 1958) is een Kittitisch-Britse romanschrijver, toneelschrijver en essayist. Phillips is vooral bekend om zijn romans waarvoor hij meerdere prijzen heeft gewonnen en wordt vaak omschreven als een Black Atlantic-schrijver, aangezien een groot deel van zijn fictieve productie wordt bepaald door zijn interesse in en diepgaande verkenning van de ervaringen van gemeenschappen van de Afrikaanse diaspora in Engeland, het Caribisch gebied en de Verenigde Staten. Naast schrijven heeft Phillips ook als wetenschapper gewerkt aan tal van instellingen, waaronder Amherst College, Barnard College en Yale University, waar hij sinds 2005 de functie van hoogleraar Engels bekleedde.

## Biografie
Caryl Phillips werd op 13 maart 1958 geboren in Basseterre, Saint Kitts, Brits-West-Indië (de huidige federatie Saint Kitts en Nevis) als zoon van Malcolm en Lillian Phillips. Toen hij vier maanden oud was, verhuisde zijn familie naar Engeland en vestigde zich in Leeds, Yorkshire. In 1976 won Phillips een plaats aan Queen's College, Oxford University, waar hij Engels studeerde en afstudeerde in 1979. Gedurende zijn tijd in Oxford regisseerde hij talloze toneelstukken en bracht hij zijn zomers door als theatermaker op het Edinburgh Festival. Na zijn afstuderen verhuisde hij met een uitkering naar Edinburgh, waar hij een jaar verbleef. Hier schreef hij zijn eerste toneelstuk, Strange Fruit (1980), dat werd opgenomen en geproduceerd door het Crucible Theatre in Sheffield. Phillips verhuisde vervolgens naar Londen, waar hij nog twee toneelstukken schreef – Waar duisternis is (1982) en Shelter (1983) – die werden opgevoerd in het theater Lyric Hammersmith in Londen.
Op 22-jarige leeftijd bezocht hij Saint Kitts voor het eerst sinds zijn familie het eiland in 1958 had verlaten. De reis vormde de inspiratie voor zijn eerste roman, The Final Passage, die vijf jaar later werd uitgegeven. Na de publicatie van zijn tweede boek, A State of Independence (1986), maakte Phillips een reis van een maand door Europa, wat resulteerde in zijn essaybundel The European Tribe uit 1987. Eind jaren tachtig en begin jaren negentig van de twintigste eeuw verdeelde Phillips zijn tijd tussen Engeland en Saint Kitts terwijl hij aan zijn romans Higher Ground (1989) en Cambridge (1991) werkte.
Phillips vond deze manier van leven zowel "ongelooflijk vermoeiend" als "onbetaalbaar duur" en besloot uiteindelijk zijn woonplaats in Saint Kitts op te geven, hoewel hij aangaf dat hij het eiland nog regelmatig bezoekt. In 1998 trad hij toe tot Barnard College, Columbia University, als Henry R. Luce hoogleraar Migratie en sociale orde. In 2005 verhuisde hij naar Yale University, waar hij momenteel werkt als hoogleraar Engels.  Philips werd verkozen tot fellow van de Royal Society of Literature in 2000 en tot verkozen fellow van de Royal Society of Arts in 2011.

## Werken en receptie
Phillips heeft thema's over de Trans-Atlantische slavenhandel vanuit vele invalshoeken benaderd en zijn schrijven gaat over kwesties als "oorsprong, bezittingen en uitsluiting", zoals opgemerkt door een recensent van zijn roman The Lost Child uit 2015. Zijn boek The Atlantic Sound wordt vergeleken met de reisverhalen in Looking for Transwonderland van de Nigeriaanse schrijver Noo Saro-Wiwa (dochter van de Nigeriaanse schrijver en activist Ken Saro-Wiwa).
Phillips' werk is bekroond met talloze prijzen, waaronder de Martin Luther King Memorial Prize, een Guggenheim Fellowship, de James Tait Black Memorial Prize uit 1993 voor Crossing the River en de Commonwealth Writers' Prize Best Book Award uit 2004 voor A Distant Shore. Phillips ontving in 2006 de PEN/Beyond Margins Award voor Dancing in the Dark.

## Activisme
Phillips is de beschermheer van de David Oluwale Memorial Association, die zich inzet voor het bevorderen van de herinnering aan de dood van David Oluwale, een Nigeriaanse man in Leeds die door de politie ter dood werd vervolgd. Op 25 april 2022 onthulde Phillips een blauwe plaquette van de Leeds Civic Trust ter herdenking van de dood van Oluwale, die uren later werd afgebroken.

### Romans
- The Final Passage (Faber en Faber, 1985, ISBN 978-0571134373; Picador, 1995, paperback ISBN 978-0571134373)
- A State of Independence (Faber en Faber, 1986, ISBN 978-0571139101; paperback ISBN 978-0571196791)
- Higher Ground (Viking, 1989, ISBN 978-0670826209)
- Cambridge (Bloomsbury, 1991; Vintage, 2008, paperback ISBN 978-0099520566)
- Crossing The River (Bloomsbury, 1993, ISBN 978-0747514978)
- The Nature of Blood (1997; Vintage, 2008, paperback ISBN 978-0099520573)
- A Distant Shore (Secker, 2003, gebonden ISBN 978-0436205644; Jaargang, 2004, paperback ISBN 978-0099428886)
- Dancing in the Dark (Secker, 2005, ISBN 978-0436205835)
- Foreigners: Three English Lives  (Harvill Secker, 2007, ISBN 978-0436205972)
- In the Falling Snow (Harvill Secker, 2009, gebonden ISBN 978-1846553066; Jaargang, 2010, paperback ISBN 978-0099539742)
- The Lost Child (Oneworld-publicaties, 2015, ISBN 978-1780746999 gebonden, 978-1780747989 paperback)
- A View of the Empire at Sunset: A Novel (Farrar, Straus en Giroux, 2018, gebonden, ISBN 978-0374283612)

### Essays
- The European Tribe (Faber and Faber, 1987)
- The Atlantic Sound (Faber and Faber, 2000, ISBN 978-0571196203)
- A New World Order: Selected Essays (Martin Secker & Warburg, 2001, ISBN 978-0436205606)
- Colour Me English (Harvill Secker, 2011, paperback ISBN 978-1846553059)

### Als redacteur
- Extravagant Strangers: A Literature of Belonging (Faber and Faber, 1997, ISBN 978-0571190867)

### Toneelstukken
- Strange Fruit (Amber Lane Press, 1980, ISBN 978-0906399279)
- The Shelter (Amber Lane Press, 1984, ISBN 978-0906399491)
- Playing Away (Faber and Faber, 1987, ISBN 978-0571145836)
- A Kind of Home – James Baldwin in Paris (BBC Radio 4, 9 januari 2004)[9]
- Hotel Cristobel (BBC Radio 3, 13 maart 2005)[10]
- A Long Way from Home (BBC Radio 3, 30 maart 2008)[11][12]

### Hoorspel
- Caryl Phillips’s Radio Plays (Methuen Drama, februari 2023, ISBN 9781350300057)

### Nederlandse vertalingen
- De rivier over : roman (Amsterdam: De Bezige Bij, 1994)
- Cambridge : roman (Amsterdam: De Bezige Bij, 1996)
- De aard van het bloed (Amsterdam: De Bezige Bij, 1997)
- Het Atlantisch lied : roman (Amsterdam: De Bezige Bij, 2000)
- Een nieuwe wereldorde (Amsterdam: De Bezige Bij, 2002)
- Een verre kust (Amsterdam: De Bezige Bij, 2004)
- Dansen in het donker (Breda: De Geus, cop. 2006)
- Buitenlanders (Breda: De Geus, cop. 2011)

## Onderscheidingen
- 1987 Martin Luther King Memorial Prize, The European Tribe
- 1993 Guggenheim Fellowship
- 1994 Lannan Literary Award
- 1994 James Tait Black Memorial Prize, Crossing the River
- 2000 Fellow of the Royal Society of Literature
- 2004 Commonwealth Writers Prize, Crossing the River
- 2006 Honorary Fellow of The Queen's College, Oxford
- 2006 Commonwealth Writers Prize, A Distant Shore
- 2011 Fellow of the Royal Society of Arts
- 2012 Best of the James Tait Black, shortlist, Crossing the River[13][14]
- 2013 Anthony N Sabga Caribbean Award for Excellence
- 2016 Hurston/Wright Legacy Award Finalist in Fiction, The Lost Child